# 鳩原信号場
鳩原信号場（はつはらしんごうじょう）は、かつて北陸本線に存在した日本国有鉄道の信号場である。敦賀駅と新疋田駅の間にあり、疋田駅方面の旧線（柳ヶ瀬線）への分岐点となっていた。
鳩原信号場は新旧合流地点の少し北側よりループ線が交錯するあたり、国道8号（現道）をアンダーパスする手前までの区間であった。待避線が2本、本線の西側にあった。廃止間もなく更地になった。
「鳩原」は、敦賀市の地名としては「はとはら」と読むが、信号場の読みは「はつはら」であった。

## 歴史

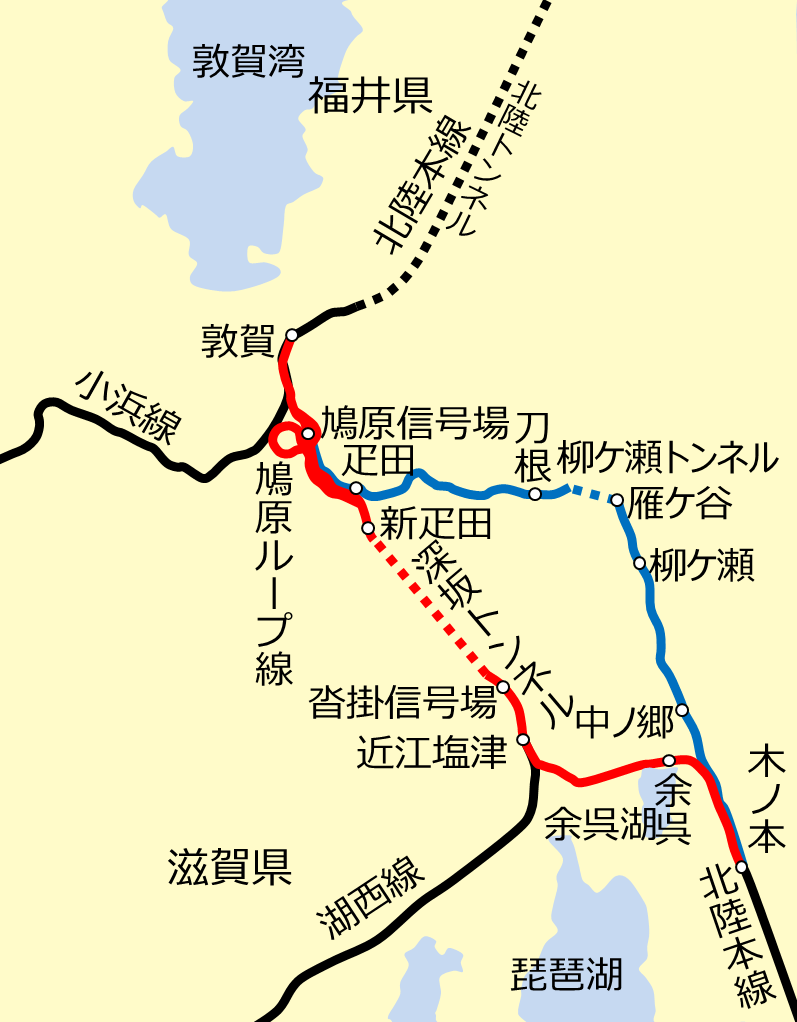
青実線が柳ケ瀬トンネルを経由する北陸本線旧線、赤実線が深坂トンネルを経由する北陸本線新線、北側で双方のルートが合流する地点が鳩原信号場

明治時代初期に米原駅と敦賀駅を結ぶ路線として建設された時は、北陸本線は25パーミル勾配を含む経路で柳ヶ瀬トンネルを経由していた。しかしこの経路は急勾配と急曲線が連続して輸送力が低いという問題を抱えていた。
昭和初期になり、この区間の輸送力増強のために経路変更が計画され、最急勾配を10パーミルに抑えることができる深坂トンネルを通る経路が建設されることになった。しかし深坂トンネルの北口側から敦賀まではなお標高差が87メートルあり、最急勾配を10パーミルに抑えることは困難であった。そこで、敦賀から深坂トンネルへ登り勾配となる上り線はループ線を設けて10パーミルに勾配を緩和し、一方下り勾配となる下り線については25パーミル勾配を使って従来の北陸本線の線路に接続する構想となった。この際に従来の柳ヶ瀬トンネルを経由する北陸本線をどうするか検討され、ローカル列車のみを通す柳ヶ瀬線として存続させることになった。
第二次世界大戦の混乱により深坂トンネルの工事完成は戦後にずれこみ、敦賀から深坂トンネルまでの上り列車に対する急勾配を緩和するためのループ線の建設は先送りされることになった。1957年（昭和32年）10月1日に深坂トンネル経由の新線が開通し、従来線は柳ヶ瀬線としてローカル列車のみの運行が行われるようになった。この際に鳩原信号場が新線と旧線の合流点として設置された。
その後、先送りされていた上り線用のループ線の建設が進められ、1963年（昭和38年）9月30日に開通して新疋田 - 敦賀間が複線化された。この際に従来から使われてきた新疋田から鳩原信号場で旧線に合流して敦賀へ向かう線路が下り線となった。柳ヶ瀬線の運行を続行するためには、巨額の費用を投じて敦賀から鳩原信号場の位置までを線増するのでない限り、北陸本線の下り線に柳ヶ瀬線の上り列車を運転しなければならず、保安上の問題があるとともに北陸本線の線路容量を制約する原因になるとされた。このため、柳ヶ瀬線の疋田 - 敦賀間は運転休止となり、国鉄バスで代行されることになった。この区間の運転休止は正式には1963年（昭和38年）10月1日からと公示されており、鳩原信号場はこの日に廃止となった。
一部区間をバス代行となった柳ヶ瀬線は、残りの区間においても利用客が激減し、翌1964年（昭和39年）5月11日に全線が廃止となった。

### 年表
- 1882年（明治15年）3月10日：北陸本線旧線が開業[8]。
- 1957年（昭和32年）10月1日：北陸本線新線の開業に伴い、鳩原信号場開設。旧線は柳ヶ瀬線として分離される[8]。
- 1963年（昭和38年）10月1日：柳ヶ瀬線の疋田 - 敦賀間休止。鳩原信号場廃止[2]。
- 1964年（昭和39年）5月11日：柳ヶ瀬線廃止[2]。

## 隣の駅
日本国有鉄道
柳ヶ瀬線
疋田駅 - 鳩原信号場 -  敦賀駅
北陸本線
新疋田駅 - 鳩原信号場 -  敦賀駅